# Myro kerguelenensis
Myro kerguelenensis is een spinnensoort in de taxonomische indeling van de Desidae.
Het dier behoort tot het geslacht Myro. De wetenschappelijke naam van de soort werd voor het eerst geldig gepubliceerd in 1876 door Octavius Pickard-Cambridge.